# M'Boki Airport
M'Boki Airport är en flygplats i Centralafrikanska republiken.   Den ligger i prefekturen Haut-Mbomou, i den östra delen av landet, 800 km öster om huvudstaden Bangui. M'Boki Airport ligger 641 meter över havet.
Terrängen runt M'Boki Airport är platt. Trakten runt M'Boki Airport är nära nog obefolkad, med mindre än två invånare per kvadratkilometer.. 
I omgivningarna runt M'Boki Airport växer huvudsakligen savannskog.